# Bulbophyllum teretilabre
Bulbophyllum teretilabre là một loài phong lan thuộc chi Bulbophyllum.